# Mieczysław Omyła
Mieczysław Władysław Omyła (ur. 1941) – polski profesor nauk humanistycznych, logik, filozof. 

## Życiorys
Uczeń Romana Suszki, współpracownik Bogusława Wolniewicza. Kontynuował logiczne i ontologiczne prace Suszki, niejednokrotnie odwołując się do wolniewiczowskiej ontologii sytuacji. W 1991 objął funkcję Kierownika Zakładu Logiki w Instytucie Filozofii Uniwersytetu Warszawskiego. W 1997 uzyskał tytuł naukowy profesora nauk humanistycznych. Pod jego kierunkiem stopień naukowy doktora uzyskał m.in. Janusz Wesserling.
Profesor nadzwyczajny na Wydziale Prawa i Administracji Uniwersytetu Kardynała Stefana Wyszyńskiego w Warszawie w Katedrze Teorii i Filozofii Prawa. Profesor zwyczajny na Wydziale Filozofii i Socjologii Uniwersytetu Warszawskiego, Wydziale Pedagogicznym Wyższej Szkoły Humanistycznej im. Aleksandra Gieysztora w Pułtusku, Wydziale Prawa Kanonicznego Uniwersytetu Kardynała Stefana Wyszyńskiego w Warszawie. Profesor na Wydziale Prawa i Administracji Uniwersytetu Kardynała Stefana Wyszyńskiego w Warszawie w Instytucie Nauk Prawnych. 
Członek zarządu Polskiego Towarzystwa Semiotycznego, członek Polskiej Akademii Nauk w Komitecie Nauk Filozoficznych. Wykładowca logiki i filozofii na Uniwersytecie Kardynała Stefana Wyszyńskiego w Warszawie.